# Колон (город, Миннесота)
Колон (англ. Cologne) — город в округе Карвер, штат Миннесота, США. На площади 2,2 км² (2 км² — суша, 0,3 км² — вода), согласно переписи 2002 года, проживают 1012 человек. Плотность населения составляет 518,7 чел./км².
- Телефонный код города — 952
- Почтовый индекс — 55322
- FIPS-код города — 27-12664[1]
- GNIS-идентификатор — 0641408[2]